# Edmund Mochnacki
Edmund Mochnacki (23. července 1836 Lvov – 11. května 1902 Lvov), byl rakouský právník a politik polské národnosti z Haliče, na konci 19. století poslanec Říšské rady a starosta Lvova.

## Biografie
Vystudoval práva na Lvovské univerzitě. Působil jako publicista a veřejný činitel. Od roku 1880 zasedal ve lvovské obecní radě, od roku 1885 byl prvním náměstkem starosty. V letech 1887–1896 potom zastával funkci starosty města Lvova. Mezi největší události jeho úřadování v čele haličské metropole bylo uspořádání zemské výstavy v roce 1894.
Byl i poslancem Říšské rady (celostátního parlamentu Předlitavska), kam usedl ve volbách roku 1885 za kurii obchodních a živnostenských komor v Haliči, obvod Lvov. Rezignace byla oznámena na schůzi 11. října 1887. Do parlamentu pak místo něj zasedl Stanisław Niemczynowski. Ve volebním období 1885–1891 se uvádí jako Edmund Mochnacki, rada zemského výboru a náměstek starosty Lvova, bytem Lvov. Na Říšské radě v roce 1885 je uváděn coby člen Polského klubu.
Zemřel v květnu 1902.